# قاموس دهخدا

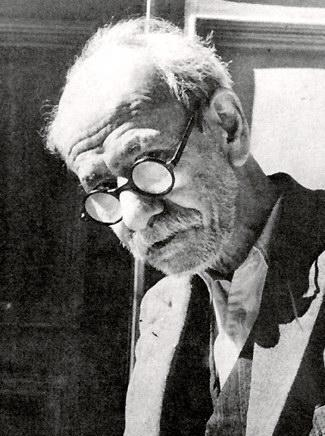
علي أكبر دهخدا

قَامُوسُ دِهْخُدا (بالفارسية: لغت‌نامهٔ دهخدا؛ "كتاب لغة دِهْخُدا") هو أكبرُ قاموسٍ مَوسوعيٍّ فارِسيٍّ شامل منشورٍ على الإطلاق، وهو مكتوب باللغة الفارِسِيَّة، وقد ألفه عليّ أكبر دِهْخُدا وهو عالم لُغَوِيَّاتٍ وشاعرٌ وأديبٌ إيرانيٌّ بارز، وقد ساعدَه ثُلَّةٌ من اللُّغَوِيِّين الإيرانيِّين الآخرين.
يتألف قاموس دِهْخُدا من (200) مجلدًا، ويحوي أكثرَ من ستٍ وعشرين ألفَ صفحة في كثير من مفردات اللغة الفارسية والعربية. وقد طُبع ونُشر أول مرة على يد مطبعة جامعة طِهران (UTP) تحت إشراف معهد قاموس دهخدا في عام 1931.
يتتبع القاموس الموسوعي التطور التاريخي للغة الفارسية، كما يوفّر مصدرًا شاملاً للعلماء، والباحثين، الأكاديميين، فضلاً عن وصف آلية الاستخدام بأشكاله العدّة في جميع أنحاء العالم.ِ

## الطبعة الأصلية
استغرق تأليف الكتاب بالكامل ما يزيد على خمسة وأربعين عامًا من الجهد المستمر والعمل المضني من المؤلف علي أكبر دهخدا وعددًا من خبراء اللغة الآخرين. وعلى الرغم من أن قاموس دهخدا يغطي جزءًا كبيرًا من المصطلحات والكلمات الأدبية باللغة الفارسية، إلا أن الطبعة الأولى منه كانت تفتقر إلى معظم المصطلحات العلمية، والتكنولوجية التي صاغتها أكاديمية اللغة الفارسية وآدابها خلال العقود الماضية. لكن الإصدارات الأحدث تم تدارك الامر فيها بحيث تغطي الجوانب العلمية والتقنية. يذكر دهخدا في مقدمة الطبعة الأولى من القاموس أن: 
«هذا الكتاب يفتقر إلى نحو ثلثي مفردات اللغة الفارسية الحالية، ونصف الكلمات التي عرفتها في الأقل قد أُغفِلَت، ولم تسجّل في هذا الكتاب قط.» 
أضيف العديد من هذه الكلمات فيما بعد في طبعات أحدث نُشرت بعد وفاته. ولا تزال الإصدارات الأحدث تنشر سنويًا من قبل جامعة طهران.
تألفت المجلدات الأصلية في البداية من حوالي 3 ملايين سجل (ويطلق على كل منها بالفارسية بركه/ أو بارجه) وتزايدت في الطبعات التالية حتى وصلت إلى نحو 100 سجل لكل كلمة أو اسم علم حتى وفاة دهخدا في نوفمبر من عام 1955، وتحتوي حاليًا على حوالي 500000 مفردة وفقًا لآخر إصدار رقمي من القاموس بواسطة مطبعة جامعة طهران (الإصدار 3.0) وتستند الموسوعة الرقمية حاليًا إلى مكتبة دائمة النمو تضم أكثر من 2300 مجلد في علم المعاجم ومختلف المجالات العلمية الأخرى.
طُبع الكتاب لأول مرة في عام 1931. وقد ساعد دهخدا أيضًا علماء لغويون بارزون من بينهم محمد معين، وجعفر شهيدي، ومحمد دابرسياغي.

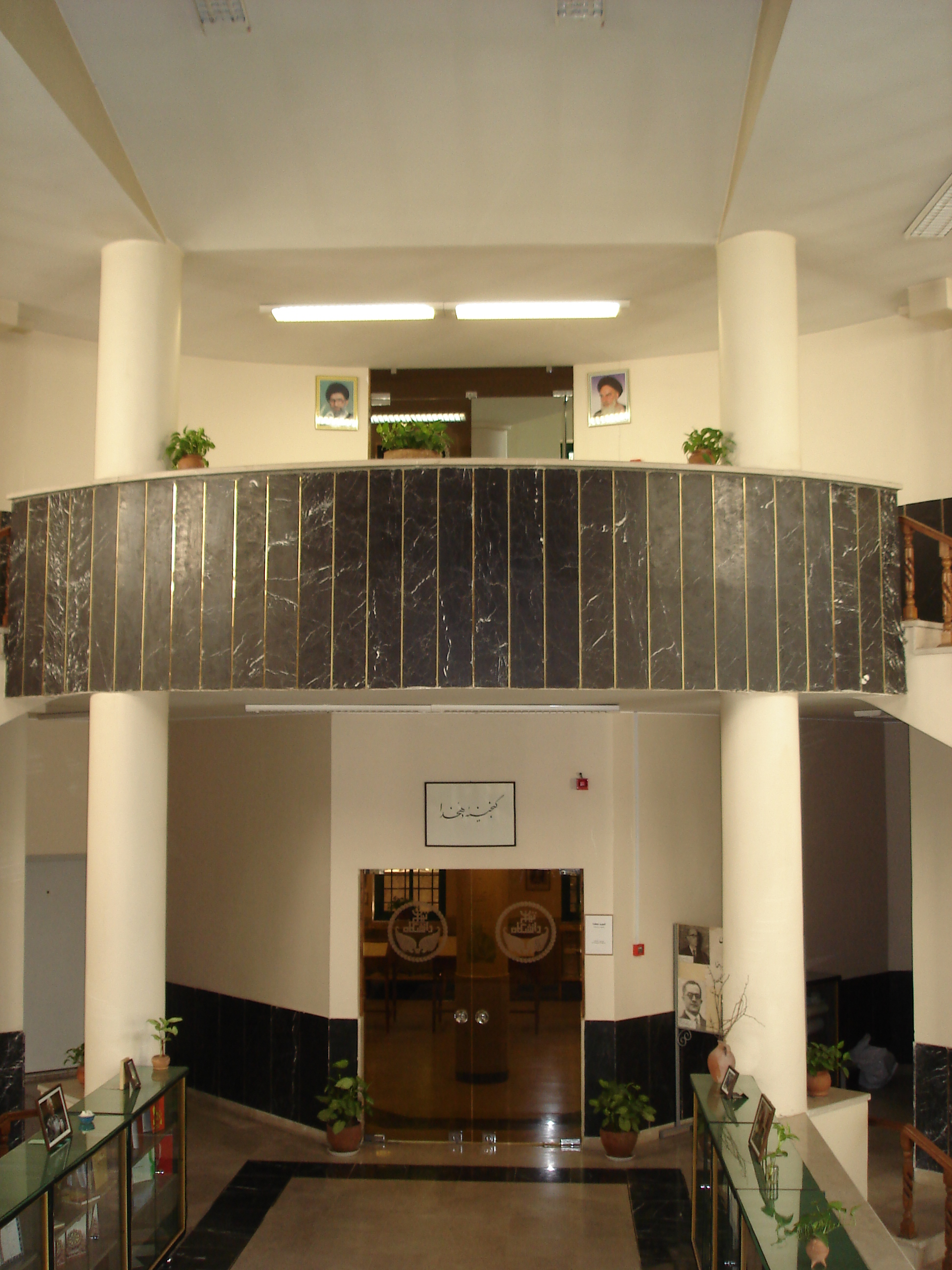
معهد قاموس دهخدا في شمال طهران

## معهد قاموس دهخدا
أصبح الكتاب مهمًا لدرجة أنه في عام 1945 تم اقتراح مشروع قانون في مجلس الشورى الإسلامي الإيراني وقعه العديد من أعضاء البرلمان الإيراني، بما في ذلك رئيس الوزراء الإيراني الأسبق محمد مصدق، لتخصيص ميزانية خاصة، وموظفين لاستكمال مشروع موسوعة قاموس دهخدا. وتم توفير مكاتب للموظفين الذين سيتولوا أداء تلك المهمة داخل مجمعات المجلس نفسه، وفي وقتٍ لاحق، نقل المشروع بأكمله إلى كلية العلوم الإنسانية بجامعة طهران، مع توفير عددًا من الموظفين الإضافيين. ثم بعد وفاة علي أكبر دهخدا سمي مقر إقامته باسم معهد دهخدا وأصبح جزءًا من جامعة طهران في عام 1957، والذي لا يزال قائمًا ويعمل حتى يومنا هذا.

## وصلات خارجية
- لغت نامه دهخدا